# Люксембурзький собор
49°36′35″ пн. ш. 6°07′54″ сх. д. / 49.609666666667° пн. ш. 6.1315555555556° сх. д.

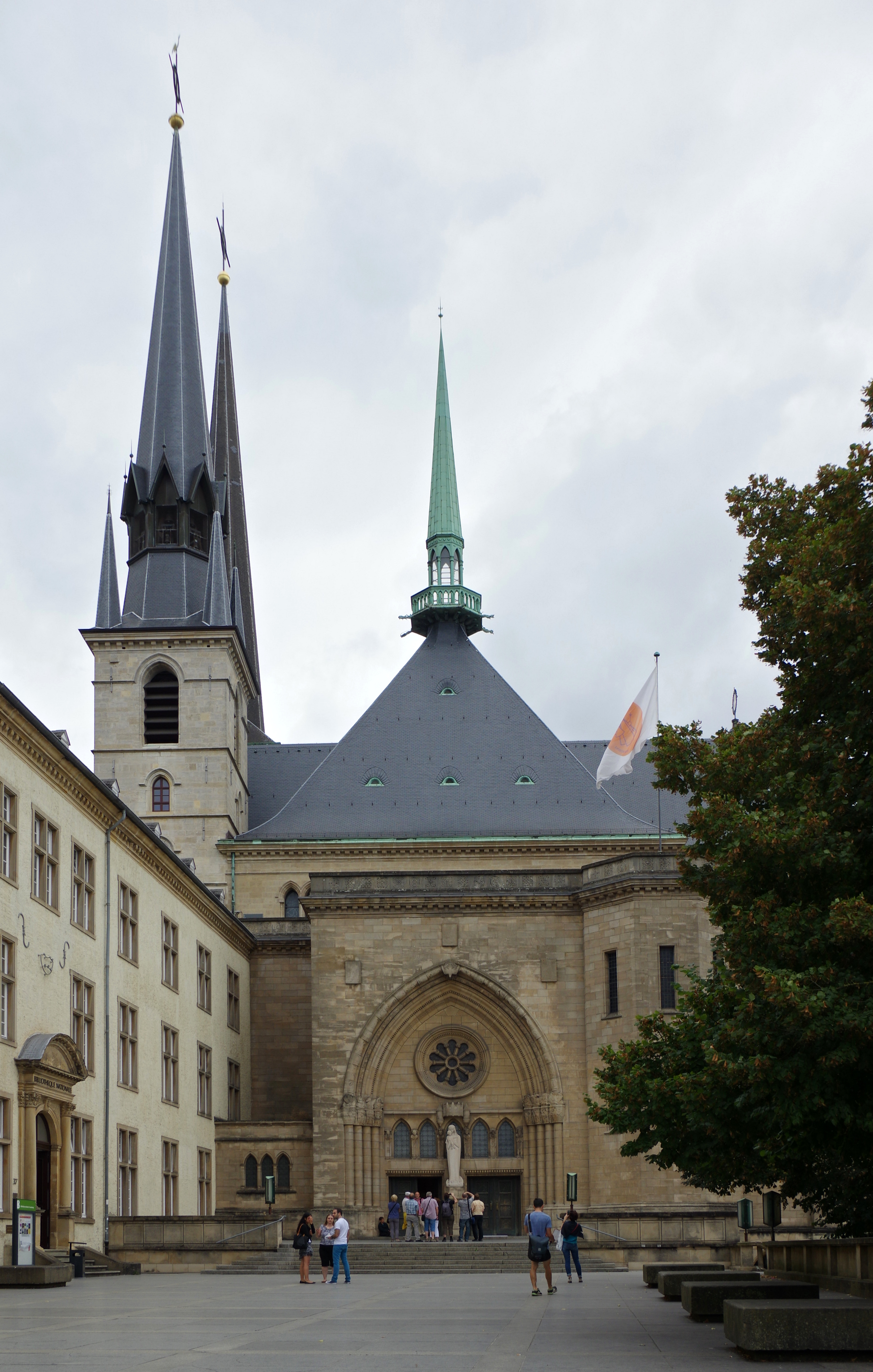
Люксембурзький собор

Люксембурзький собор, або Люксембурзький катедральний собо́р Діви Марії (люксемб. Kathedral Notre-Dame, фр. Cathédrale Notre-Dame, нім. Kathedrale unserer lieben Frau) — катедральний собор Римо-католицької церкви в південній частині Люксембургу. Спочатку це була єзуїтська церква, побудована в 1613-1621 роках архітектором Ж. дю Блоком.
Собор є яскравим прикладом пізньої готичної архітектури, однак він містить багато елементів і прикрас архітектури Відродження. Собор прикрашають багаті хори, які містять багато мавританських стильових елементів. У кінці XVIII століття собор отримав чудотворний образ Діви Марії — утішниця скорботних, яка є покровителькою міста і народу. Зараз цей образ знаходиться в південній частині храму, і є об'єктом паломництва. Кожен рік, у п'яту неділю після великодня тут святкується день на честь святої діви Люксембурзькій.
Приблизно 50 років по тому собор було освячено як собор Діви Марії, а в 1870 Папою Римським Пієм IX як собор Діви Марії — Нащої Панни, тоді ж собор став резиденцією люксембурзького єпископа. У соборі знаходиться багато скульптур, крипта-усипальниця Великого герцогу Люксембурзького, вхід до якої охороняють два бронзових лева, а також гробниця короля Богемії і графа Люксембурзького Йоана Сліпого.
У період з 1935 по 1939 роки була проведена реконструкція собору.

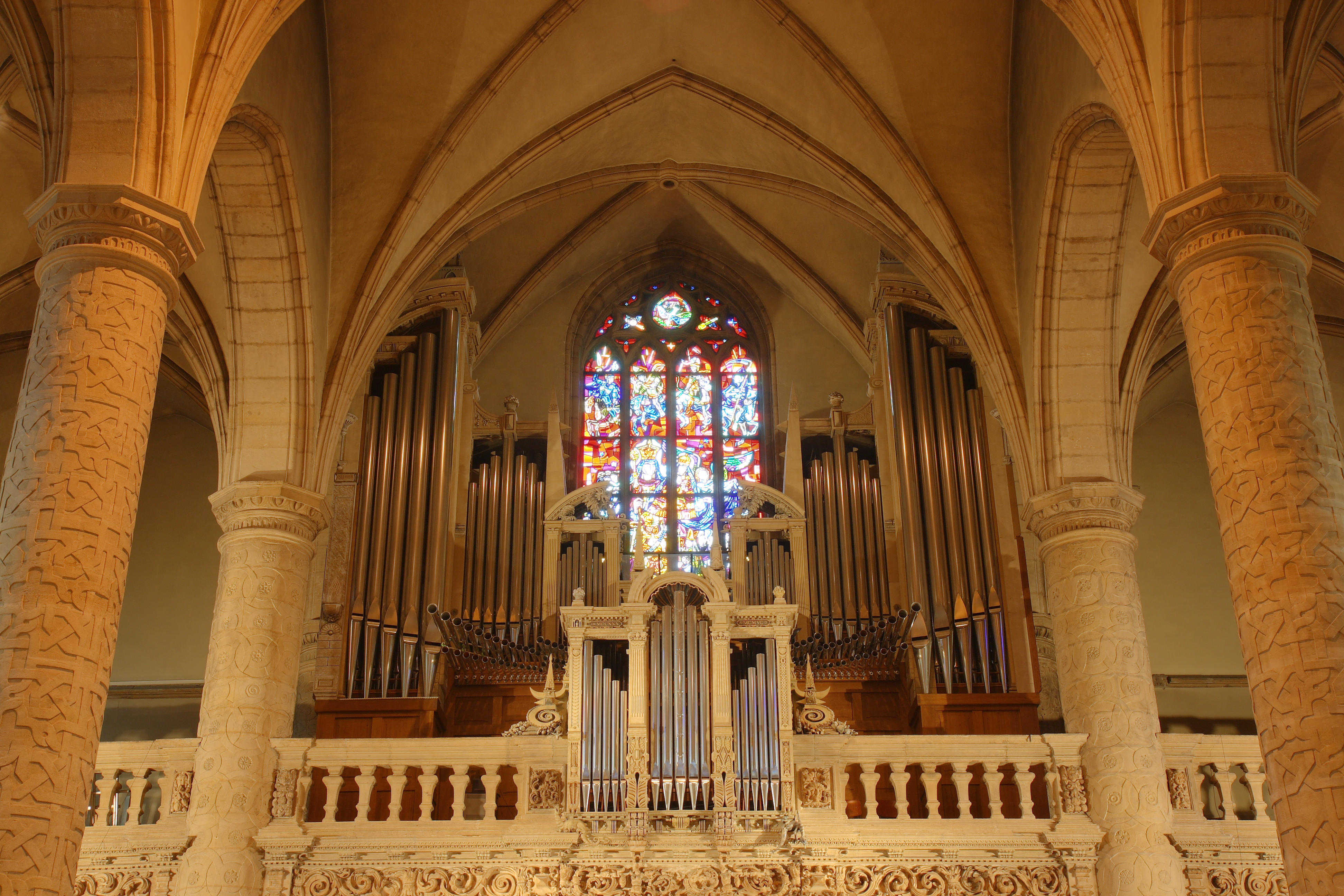
Орган
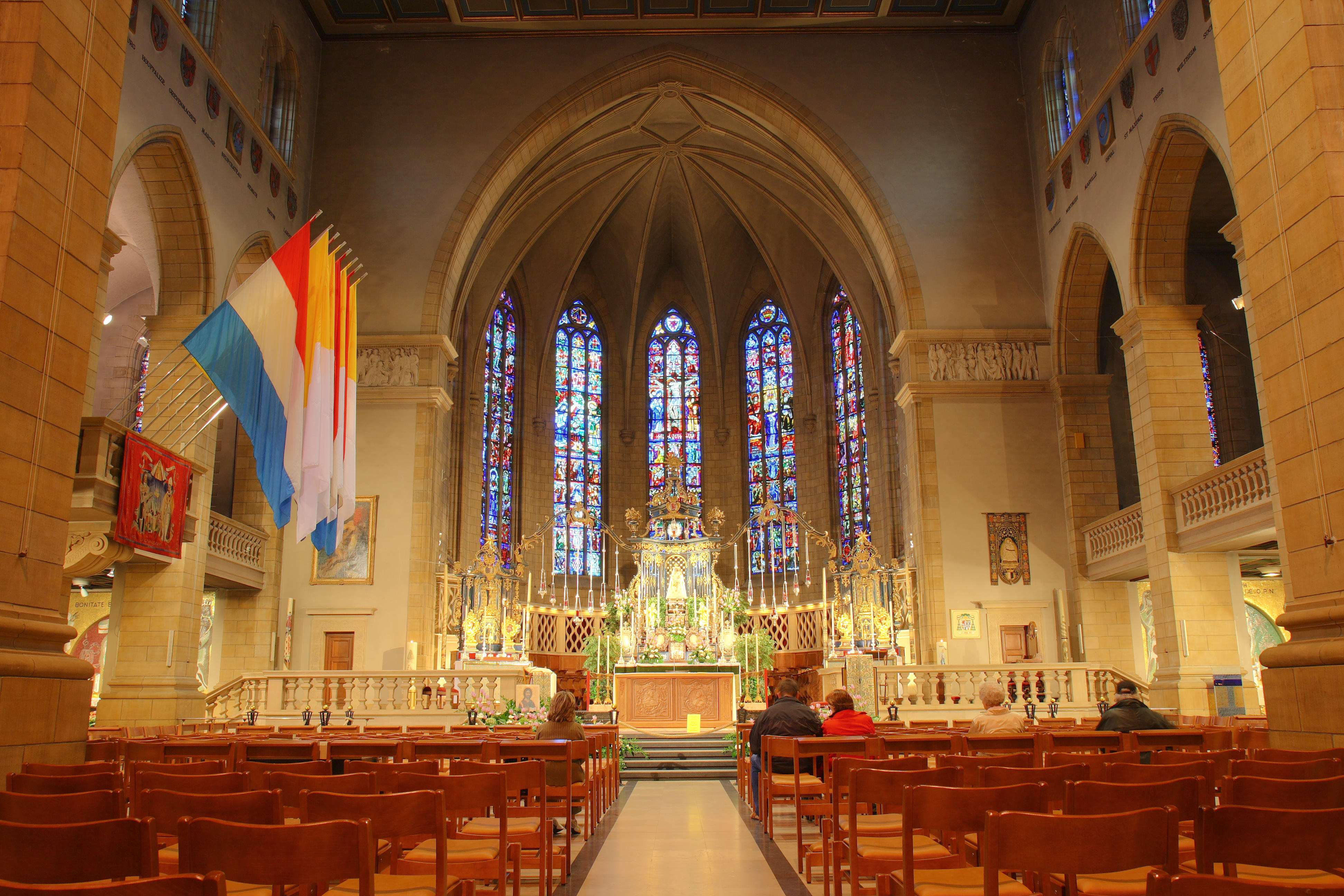
Хори собору
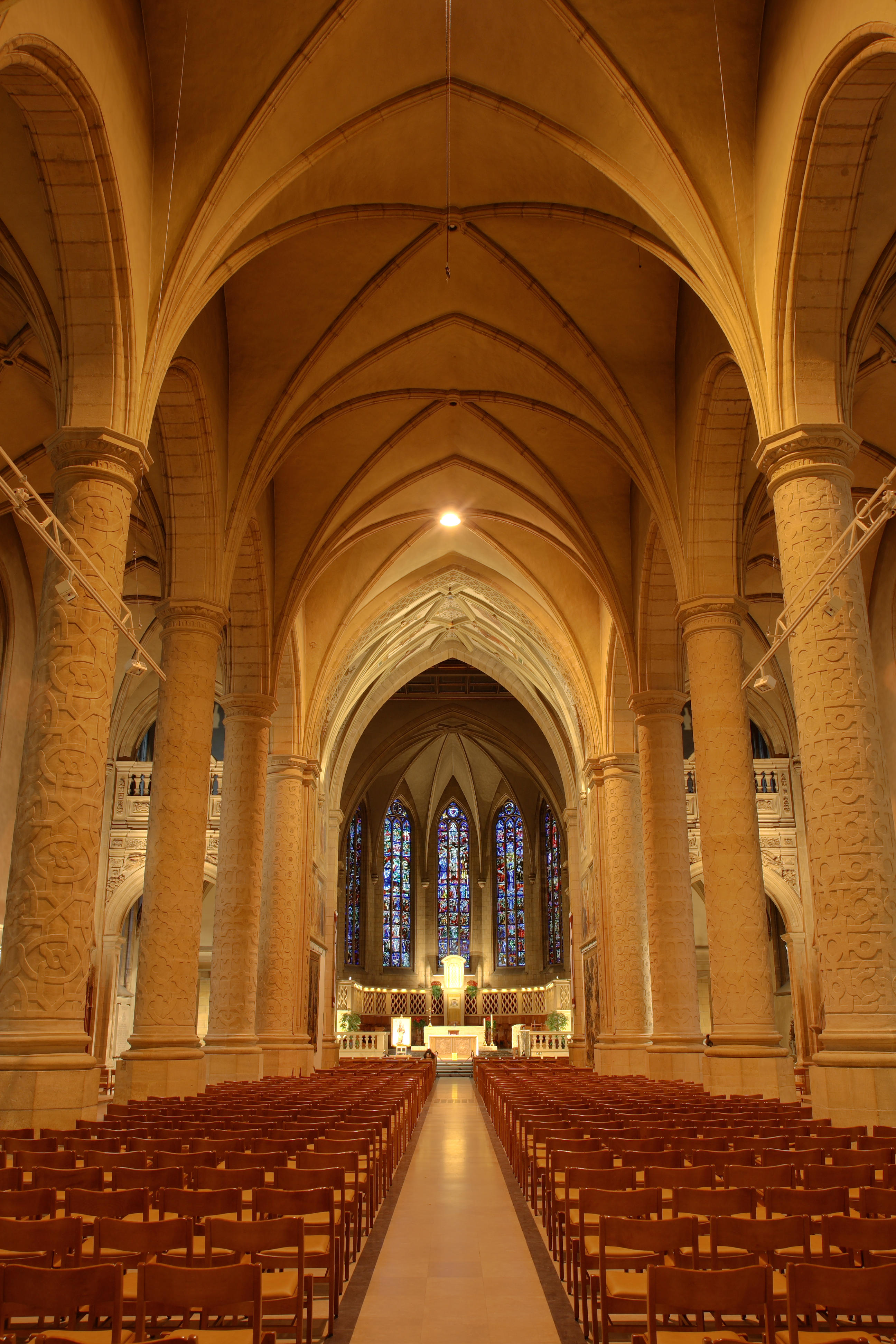
Неф собору
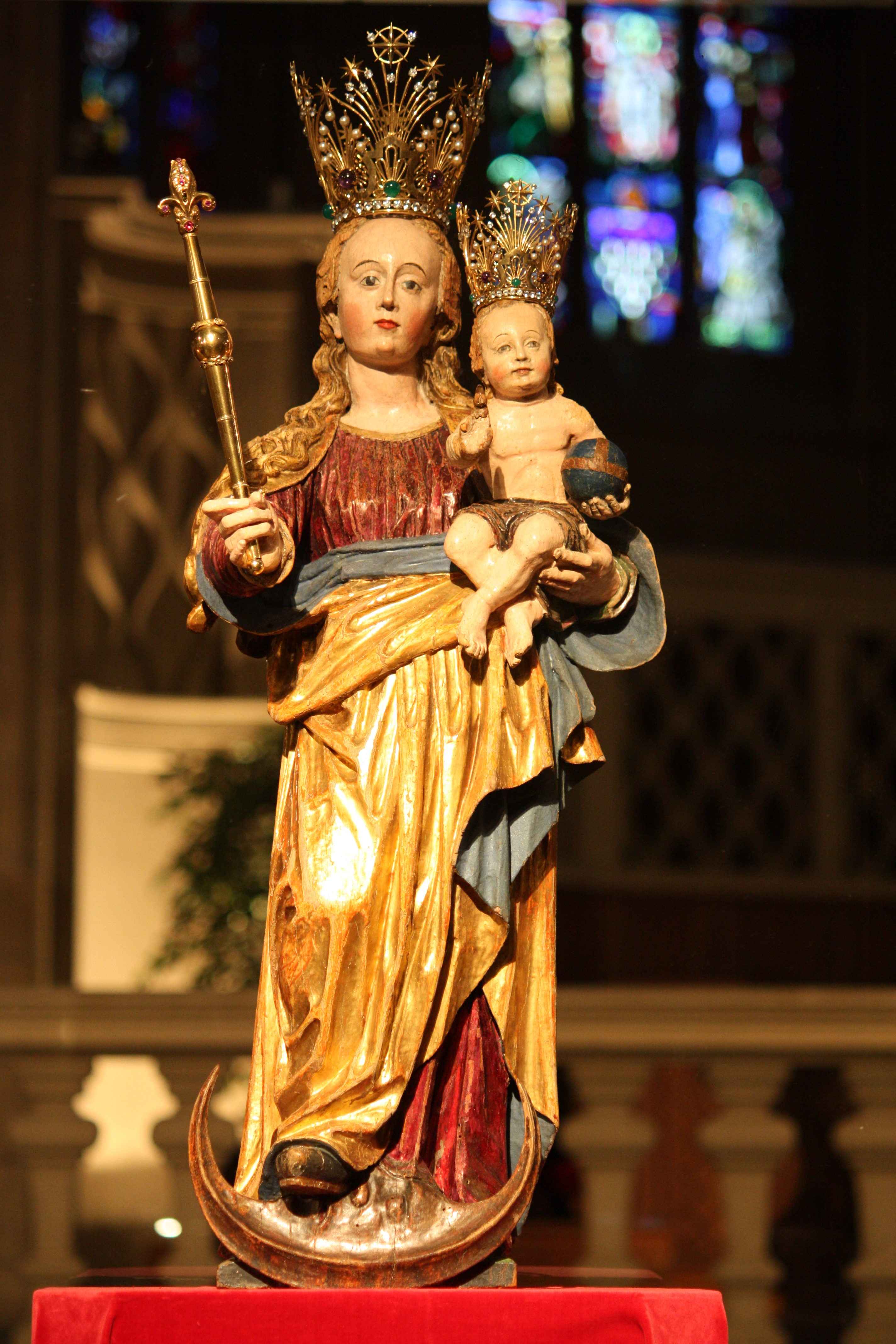
Діва Марія - Утішниця скорботних